# Gunner (rivière)
Pour les articles homonymes, voir Gunner.

La rivière Gunner  (en anglais : Gunner River) est un cours d’eau de la région de la West Coast dans l’île du Sud de la Nouvelle-Zélande.

## Géographie
Elle prend naissance dans la chaîne de Domett Range dans le parc national de Kahurangi, et s’écoule vers le nord-ouest pour se déverser dans le fleuve Heaphy, qui s’écoule à son tour dans la mer de Tasman.
Un pont léger en filins traverse la rivière à proximité de sa jonction avec le fleuve Heaphy. Le pont fait partie du chemin de randonnée de Heaphy Track (en).